# Die Geschäfte des Herrn Ouvrard
Die Geschäfte des Herrn Ouvrard. Aus dem Leben eines genialen Spekulanten ist eine von Otto Wolff mit Hilfe des Historikers Dr. Alfred Ludwig Schmitz angefertigte biographische Arbeit über Gabriel-Julien Ouvrard.

## Entstehungsgeschichte
348-seitig erschien die Erstausgabe 1932 im Rütten & Loening Verlag in Frankfurt am Main und erfuhr 1960 eine Neuauflage bei der Rheinischen Verlags-Anstalt in Wiesbaden. Der Titel der englischsprachigen Übersetzung lautet Ouvrard: Speculator of Genius, erschienen in London 1962. Henry Ashby Turner sah in ihr 1985 „immer noch eine bemerkenswerte Studie“. Ohne der Ernsthaftigkeit Abbruch zu tun, konnte der Autor ihr auch autobiographische Züge einbauen, teils unvermeidlich durch die Entstehungsgeschichte. In seinem Unternehmen sah Otto Wolff sich seit 1916 genötigt, nach Mitteln Ausschau zu halten, die geeignet waren, die durch die Kriegsfinanzierung bedingte Inflation abzufedern. Im Rüstungsgeschäft tätig, wurde ihm das Problem noch vor den Volkswirten gewahr. Er las, suchte Vergleichbares in der Geschichte, wurde fündig bei den Ereignissen von der französischen Revolution bis zur Restaurationsepoche nach Napoleon I. und wählte mit dem Großkaufmann Gabriel-Julien Ouvrard eine Person, um die sich alles trefflich verdichten ließ. Währungszerrüttung wie bei den Assignaten und Mandaten zeichnete sich für die Mark im Ersten Weltkrieg auch in Deutschland ab. Aus historischer Lektüre wurden Quellenstudien und schließlich der wirtschaftshistorische Schriftsteller Otto Wolff (S. 9):

„Die wahren Zusammenhänge zwischen Wirtschaft und Politik werden uns durch die Überlieferung und Geschichtsschreibung selten übermittelt; dieses Buch stellt einen Versuch in dieser Richtung dar.“

Alfred Ludwig Schmitz hebt im Nachwort hervor, es werde mit „dem Buche der Versuch gemacht, die Persönlichkeit Ouvrards aus dem Schatten Napoleons herauszulösen und ganz aus ihrer eigenen Gesetzlichkeit heraus zu fassen“. (S. 279) Dies galt auch als Abgrenzung zum 1929 von Arthur Lévy erschienenen Buch Un grand profiteur de guerre, ein Reizwort für Otto Wolff, wurde er doch selbst von der nationalsozialistischen Presse als ein Kriegsgewinnler ersten Ranges verleumdet.

## Wirkung
Der Bezug war gesetzt, und so blieb es nicht aus, dass über das Verhältnis zwischen Otto Wolff und Ottmar Strauß von dem Rechtsanwalt Paul L. Weiden in einem Restitutionsantrag 1950 dieses geschrieben wurde:
„Seit 1904 hatten sie mit größtem Erfolg zusammen gewirkt und zusammen gelebt und einen Aufstieg erlebt, wie ihn wohl selten die Gesellschafter einer OHG jemals genossen haben. Herr Otto Wolff verglich sich mit einem großen Heereslieferanten Napoleons, über den er sogar ein Buch schrieb. Im Jahre 1929 nahm aber die napoleonische Laufbahn für beide Teile eine Unterbrechung.“
Von einer verfeinerten Art hingegen war die Weise, wie Paula Buber 1953 anscheinend vom Ouvrard für einen Fingerzeig Gebrauch machte. Es wurde endlich ihr bereits 1938–40 geschriebener Roman Muckensturm gedruckt, in dessen Kapitel 56 eine der Hauptpersonen einen namenlosen Stahlindustriellen trifft, der 1933 das gerade entstandene NS-System schneidend verurteilt, was Verwunderung hervorruft, weil er doch zuerst gehalten werden musste für ein Mitglied jener „Kaste, die ihnen den Weg zur Macht geebnet hat“. Es frappiert bei dem Treffen in Holland aber die Bemerkung, dass er vor kurzem „für jeden Fall“ wertvolle Kunstgegenstände aus Deutschland herübergebracht habe (gegen den Wolff-Konzern war 1927–28 mit vernehmbaren Presse-Echo vom Reichsfinanzministerium beantragt wegen Kapitalflucht und Verschiebung von Devisen ins Ausland ermittelt worden – letztlich ohne Erfolg). Der Stahlindustrielle beginnt ein Gespräch über „den historischen Stoff“ eines der Bücher seines Besuchers, mit besonderem Interesse für „gewisse, den heutigen verwandte, Wirtschafts- und Zolltendenzen der mittelalterlichen Kaiserzeit“. Dies hätte auch auf einen anderen Stahlindustriellen statt Otto Wolff abzielen können, aber es taucht im Roman eine Figur auf, Sammler von Napoleonbildnissen und Büsten:
„Nun, sein mütterlicher Ahn war Armeelieferant Napoleons, reich gewordener Hofkrämer natürlich.“

## Otto Wolffs wirklicher Bezug zur Welt von Ouvrards Kaufleuten
Dass Wolffs Bezug zum Ouvrard-Stoff nicht nur von literarischer Natur war, zeigt sich anhand von zwei Begebenheiten. In den Jahren von 1920 bis 1925 entwickelte er sich zum Hauptaktionär der N.V. Delfstoffen Maatschappij »Hollandia« (Delfo), die mit dem Amsterdamer Bankhaus Hope & Co. – im Empire wichtiger Geschäftspartner von Ouvrard – eng verbunden war. Die Möglichkeit der Recherche im Archiv dieser alten Firma verschaffte ihm nebenbei einen Informationsvorsprung gegenüber anderen in dieser Zeit entstandenen Arbeiten über Ouvrard. Nach Ouvrards gescheitertem Silberschatz-Projekt war mit geretteten Wechseln ein Mitwirkender besonders hartnäckig bei Hope & Co. vorstellig geworden: Marc Antoine Grégoire Michel, genannt Michel jeune. Jener hatte im Ruf gestanden, zu den „banquiers du coup d'État“ gehört zu haben, die Napoleons Staatsstreich finanzierten. Dies bewahrte ihn nicht davor, wie andere Ausrüster des Militärs auch mit sogenannten Armeelieferantengütern bezahlt zu werden. Zu einem dieser Güter gehörten zwei Hüttenwerke und zwei Schmelzöfen, es lag in Neunkirchen und wurde 1806 an die Gebrüder Stumm weiterverkauft. 119 Jahre später bestand das Unternehmen Gebrüder Stumm immer noch, aber es war angeschlagen, das Reichsfinanzministerium und das Reichswirtschaftsministerium sowie das Land Preußen berieten über eine Stützungsaktion. Entsprechend gelegen kam damit 1925 Otto Wolffs Initiative, die Firma durch den Kauf ihrer französischen Anteile zu sanieren. Da die französische Seite nicht an ein deutsches Unternehmen verkaufen wollte, handelte für Wolff dessen Amsterdamer Delfo – ganz im Stil Ouvrards, der sich ebenfalls mehrmals Strohmänner bedient hatte. Die Hütte sorgte für Schlagzeilen. Am 10. Februar 1933 ereignete sich durch die Gasometerexplosion in Neunkirchen ein verheerendes Unglück mit etwa 70 Toten. Wolff, gegen den 1934 auf Betreiben der Nationalsozialisten hin ein Strafverfahren wegen Steuerhinterziehung eröffnet wurde, war nun obendrein ein ideales Zielobjekt für kommunistische Propaganda. Der Komintern-Mann Willi Münzenberg schickte im Sommer den Schriftsteller Gustav Regler „nach der Saar, um Material für ein Buch zu sammeln, das er in den Wahlkampf von 1935 werfen könnte“. Heraus kam ein „Saar-Roman“, der auch auf das Unglück eingeht:
„Woher ist denn das Geld? Hat der Wolff dadrüben ihm keins gegeben? Dasselbe Geld, das er an den Arbeitern gespart hat. Werner lachte böse. Wenn er seinen Gasometer an den Wald gesetzt hätte, statt mitten unter die Arbeiterhäuser? Ganz recht, dann hätte er dem Adolf vielleicht weniger spendieren können.“
Regler distanzierte sich später von dem Roman mit dem Ratschlag, „niemals Kunst mit Parteipropaganda zu vermanschen“.

## Details
Das Buch enthält eine 15-seitige „Zeittafel zum Leben Ouvrards“, eine 6-seitige, weniger zur Gewinnung des Zeitbildes als zur Präsentation der Persönlichkeit dienende Bibliographie, 48 Bilder (schwarz-weiß) mit genauen Herkunftsangaben, eine 22-seitige Wiedergabe von Dokumenten und ein 8-seitiges Register.